# 貝桑松競賽
貝桑松競賽（Racing Besançon）是一支位於法國貝桑松的職業足球會，目前於法國全國乙組聯賽角逐。

## 外部連結
- 官方网站（法文）